# Жере, Жорж
Жорж Жере́ (фр. Georges Géret, настоящее имя Антуа́н Жере́ (фр. Antoine  Géret); 18 октября 1924, Лион, Франция — 7 апреля 1996, Париж, Франция) — французский актёр театра, кино и телевидения, популярный в 1960—1970-х годах. Советским кинозрителям известен главным образом по ролям в мини-сериалах — экранизациях романов Гюго и Бальзака — Жана Вальжана в «Отверженных» и Вотрена в «Блеске и нищете куртизанок».

## Биография
Жорж Жере (настоящее имя которого Антуан Жере) родился 18 октября 1924 года в Лионе, во Франции. Рано оставшись без отца, был воспитан матерью. С детских лет играл в любительском театре. В возрасте 28 лет переехал в Париж. В 1959 году присоединился к актёрскому коллективу Национального народного театра под руководством режиссёра Жана Вилара.
С 1954 года начал сниматься в кино в возрасте 30 лет. В 1964 году снимался в фильме режиссёра Луиса Бунюэля «Дневник горничной». В 1967 году снимался в фильме режиссёра Лукино Висконти «Посторонний». Снимался в фильмах таких режиссёров, как Рене Клеман, Клод Лелуш, Эдуар Молинаро, Кристиан-Жак, Бернар Бордери, Теренс Янг, А. А. Алов и В. Н. Наумов, и многих других. Снимался в кинофильмах «Непокорённый» (1964), «Гром небесный» (1965), «Горит ли Париж?» (1966), «Стыдливый Роже» (1966), «Дзета» (1969), «Человек со связями» (1970), «Кто есть кто?» («1978), Игра в четыре руки» (1979), «Тегеран-43» (1980), и др. В период с 1954 года по 1992 год снялся в более чем в 80 кинофильмах разных жанров (драмы, комедии, мелодрамы, детективы, триллеры) в разных странах Европы, США и СССР как в главных ролях, так и в ролях второго плана и эпизодах.
Жорж Жере также работал на телевидении с такими режиссёрами, как Рене Луко, Стеллио Лоренци, Клод Барма, и др. Заметными работами актёра на телевидении стали роли в экранизациях французской классической литературы: в 1972 году — роль Жана Вальжана в мини-сериале по роману Гюго «Отверженные» режиссёра Марселя Блюваля, в 1975 году — роль Вотрена в мини-сериале по роману Бальзака «Блеск и нищета куртизанок» режиссёра Мориса Казнёва.
Помимо работы в кино и на телевидении, Жорж Жере играл в театре в спектаклях по пьесам «Тартюф» Мольера, «Лорензаччо» Мюссе, Гольдони, Брехта, Жироду, Клоделя, и др.
Жорж Жере скончался 7 апреля 1996 года в Париже, во Франции, в результате заболевания раком в 71 год.

## Избранная фильмография
1. 1954 — Расстрига / Le défroqué
2. 1955 — Ночи Монмартра / Les nuits de Montmartre
3. 1956 — Человек с золотыми ключами / L'homme aux clefs d’or
4. 1957 — Дамы предпочитают мамбо / Ces dames préfèrent le mambo
5. 1958 — Пустынная Пигаль / Le désert de Pigalle
6. 1960 — Главарь / Le caïd
7. 1961 — Королева Марго (ТВ) / La reine Margot
8. 1961 — Опалённая Сахара / Le Sahara brûle
9. 1962 — Лифт / Le monte — charge
10. 1962 — Ступени супружеской жизни / Climats
11. 1963 — Шевалье де Мезон-Руж (ТВ, мини-сериал) / Le chevalier de Maison Rouge — Симон
12. 1964 — Прекрасным летним утром / Par un beau matin d'été
13. 1964 — Уик-энд в Зюйдкооте / Week-end à Zuydcoote
14. 1964 — Мата Хари, агент H-21/ Mata Hari, agent H-21
15. 1964 — Дневник горничной / Le journal d'une femme de chamber — Жозеф
16. 1964 — Непокорённый / L'insoumis — лейтенант Фрейзер
17. 1965 — Гром небесный / Le tonnerre de Dieu — Роже
18. 1965 — Убийцы в спальных вагонах / Compartiments tueurs
19. 1966 — Горит ли Париж? / Paris brûle-t-il?
20. 1966 — Маки — это тоже цветы / The poppy is also a flower
21. 1966 — Стыдливый Роже / Roger la honte
22. 1967 — Посторонний / Lo straniero — Раймон
23. 1968 — Тихое местечко за городом / Un tranquillo posto di campagna — Аттилио
24. 1969 — Дзета / Z — Ник
25. 1969 — Невеста пирата / La fiancée du pirate — Гастон Дювалье
26. 1970 — Человек со связями / Le pistonné
27. 1971 — Ногами в небо / Les jambes en l’air
28. 1972 — Отверженные (ТВ, мини-сериал) / Les misérables — Жан Вальжан
29. 1973 — Одиночка / Le solitaire
30. 1973 — Чокнутый / Le dingue
31. 1974 — Роковая подмена / Par le sang des autres — инспектор полиции Колье
32. 1974 — Чужой кровью / Par le sang des autres
33. 1974 — Покровитель / Le protecteur
34. 1975 — Блеск и нищета куртизанок (мини-сериал) / Splendeurs et misères des courtisanes — Вотрен (аббат Эррера)
35. 1975 — Мнимый тупик / Le faux — cul
36. 1975 — Травля / La traque  — браконьер
37. 1976 — Спермула / Spermula
38. 1976 — Зубоскал / Le ricain
39. 1977 — И да здравствует свобода! / Et vive la liberté!
40. 1978 — Любовь под вопросом / L'amour en question
41. 1979 — Игра в четыре руки / Le guignolo — Жозеф
42. 1979 — Кто есть кто? / Flic ou voyou — Теодор Мюзар
43. 1979 — Лицо другого / La gueule de l'autre
44. 1980 — Тегеран-43 — «Деннис Пю»
45. 1980 — Знак Фуракса / Signé Furax
46. 1981 — Одни и другие / Les uns et les autres
47. 1982 — За миллион долларов тебе ничего не будет / Pour cent briques t'as plus rien
48. 1982 — Повстанка / La guérilléra
49. 1983 — Тёмная лошадка / La bête noire
50. 1983 — Привет, блоха / Salut la puce
51. 1984 — Срочность / Urgence
52. 1984 — Автограф / Das Autogramm
53. 1986 — Отель в раю / Hôtel du paradis
54. 1986 — Выход — вход / Exit — exil
55. 1988 — Девушки с улицы Панисперна / I ragazzi di via Panisperna
56. 1988 — Маленький Рим (ТВ) / Little Roma
57. 1992 — Неизвестный в доме / L'inconnu dans la maison

Всего в фильмографии артиста насчитывается более 80 фильмов.